# 段然
段然（16世紀—17世紀），字幻然，號幻然，湖廣武昌府江夏县人，明朝政治人物。同进士出身。

## 生平
二月十四日生，治诗经。萬曆十九年（1591年）辛卯科湖廣乡试第二十九名举人，二十三年（1595年）乙未科會試第七十五名，廷試三甲第一百四十六名进士，工部觀政，二十四年二月授福建南平縣知縣，二十五年調直隶吴縣，丁憂歸。三十六年考選南京户科给事中，论劾旧辅王锡爵、辅臣朱赓密揭擅权，交通乱政，三十八年以擅自离任，降三级调外任。尋在三十九年京察处以浮躁。

## 家族
曾祖段綖；祖段笙；父段雲遠。母朱氏。具庆下。弟文、方。娶葛氏，子在大、在黻。